# Font de Ceres
La Font de Ceres es troba a la plaça de Sant Jordi —també coneguda com a Mirador del Llobregat—, a la muntanya de Montjuïc, Barcelona. Va ser creada el 1830 per Celdoni Guixà. Aquesta obra està inscrita com a Bé Cultural d'Interès Local (BCIL) a l'Inventari del Patrimoni Cultural català amb el codi 08019/1781.

## Història i descripció
Aquesta font, també coneguda com El Sortidor, es va instal·lar inicialment al terme de la llavors independent vila de Gràcia, a l'alçada de l'actual Passeig de Gràcia amb el carrer de Provença, on va ser inaugurada el 28 de juny de 1830. Posteriorment, en el transcurs de la revolta de les Quintes el 1870, el general Eugenio Gaminde va situar en aquest lloc els seus canons, protestant de l'emplaçament de la font, que dificultava la seva estratègia. Llavors, l'Ajuntament de Barcelona en va aprovar el trasllat, i el 14 de maig de 1874 es va col·locar a la plaça Blasco de Garay —actual plaça del Sortidor—, al Poble Sec. Aquest emplaçament no va acabar de convèncer el consistori, ja que el monument era massa gran per una placeta de petites dimensions, i al voltant de segle, quan es va començar a urbanitzar la muntanya de Montjuïc, es va pensar de posar-la en aquest indret. Finalment, el 1918 va ser instal·lada a la plaça de Sant Jordi, a prop de l'estàtua eqüestre del sant patró de Catalunya obra de Josep Llimona.
La font està dedicada a la deessa romana Ceres, protectora de l'agricultura, advocació molt apropiada per al seu emplaçament original a la vila de Gràcia, llavors majoritàriament rural. Al segle xix era corrent el dedicar les fonts a personatges mitològics, i a la ciutat comtal en va haver-hi diversos exemples, com la Font d'Hèrcules o la de Neptú; a la mateixa Ceres hi havia hagut dedicada una font al Jardí del General, desapareguda el 1877 al construir-se el Parc de la Ciutadella.
Està formada per un estany circular amb diversos brolladors d'aigua, sobre el que s'aixeca una columna amb quatre dofins a la base, que vessen aigua per la boca. Aquesta columna té un capitell en forma de cloïssa, sobre el que se situa l'estàtua de la deessa, vestida amb túnica i portant a la mà unes espigues de blat. La resolució de l'obra és en un estil classicista de caràcter acadèmic, no en va el seu autor es va formar a l'Escola de la Llotja, sent deixeble de Salvador Gurri.